# Pulianas
Pulianas – gmina w Hiszpanii, w prowincji Grenada, w Andaluzji, o powierzchni 6,33 km². W 2011 roku gmina liczyła 5226 mieszkańców.
Największy wzrost populacji tej gminy nastąpił od lat dziewięćdziesiątych XX wieku, w wyniku wzrostu demograficznego obszaru metropolitalnego Granady.